# Saint-Étienne-sur-Suippe
Saint-Étienne-sur-Suippe  là một xã thuộc tỉnh Marne trong vùng Grand Est đông nam nước Pháp. Xã này nằm ở khu vực có độ cao trung bình 71 mét trên mực nước biển.
Sông Suippe tạo thành một phần ranh giới phía đông, sau đó chảy theo hướng tây qua thị trấn, tạo thành rnah giới phía tây xã Saint-Étienne-Suippe.